# Rossow
Rossow – miejscowość i gmina w Niemczech, w kraju związkowym Meklemburgia-Pomorze Przednie, w powiecie Vorpommern-Greifswald, wchodzi w skład Związku Gmin Löcknitz-Penkun.

## Toponimia
Nazwa odosobowa, pochodzenia słowiańskiego, połabskie Rosov znaczy tyle co „gród Rosa”.